# Марија Наумова
Марија Наумова (лет. Marija Naumova), позната и као Мари Н, је летонска певачица позната по победи на Песми Евровизије 2002. са песмом "I Wanna" освојивши 176 бодова, 12 бодова више од малтешког представника и тако одвела Евросонг у Ригу.

## Биографија
Марија Наумова (23. јун 1973, СССР) је летонска певачица која наступа под уметничким именом Мари Н. Године 2002. победила је на Песми Евровизије с песмом „I Wanna“.
Наумова је откривана код многих летонских музичара и 1994. је суделовала у једном летонском ТВ шоу за таленте. Није победила, али ју је публика добро прихватила.
Њен први албум је био целовито на руском језику. Издан је 2000. и познат је по хиту "Hey Boy, Follow Me" (Хеј дечко, следи ме).

## Песма Евровизије 2002.
Године 2002. у естонском Талину представља Летонију с песмом "I Wanna" (Желим). На евровизијској позорници плесала је с оба пола, посебно са стриперима. Песма се свидела гледаоцима, па је са 176 бодова одвела Евросонг у Ригу. Занимљиво је и то да је прва победничка евровизијска песма која није постала популарна изван граница своје државе. Ни у Летонији никад није била међу Топ 30 песама.

## Песма Евровизије 2003.
Године 2003. је водила Евросонг у Риги заједно с Ренарсом Кауперсом који је представљао Летонију на Песми Евровизије 2000..

## После Евровизије
После успеха на Евровизији глумила је у летонском мјузиклу The Sound Of Music (Звук музике). Објавила је албум „On my own“ који је постигао велик успех у Летонији, Француској, Уједињеном Краљевству и Португалу.